# Тучино
Тучино (біл. вёска Тучына) — село в складі Молодечненського району Мінської області, Білорусь. Село підпорядковане Городоцькій сільській раді, розташоване в західній частині області.

## Історія
У 1921–1945 роках село знаходилось у Польщі, у Вільнюськім воєводстві, Вілейського повіту, з 1927 року Молодечненського повіту, гміні Гарадок.

## Населення
- 1866 рік — 63 людини, 10 будинки[1]
- 1921 рік — 104 людини, 21 будинків[2].
- 1931 рік — 133 людини, 23 будинків[3].